# 이한열
이한열(李韓烈, 1966년 8월 29일~1987년 7월 5일)은 대한민국의 학생운동가이다. 전남 화순 출생, 연세대학교 경영학과 재학 당시 동아리 '만화사랑' 회원으로 활동하였다. 반독재투쟁에 가담, 1987년 박종철 고문치사 사건의 진상규명을 요구하며 6월 9일 민주헌법쟁취국민운동본부가 개최하기로 한 ‘박종철군 고문살인 은폐조작 규탄 및 민주헌법쟁취 국민대회’를 하루 앞두고 열린 ‘6·10 대회 출정을 위한 연세인 결의대회’에서 전경이 쏜 최루탄을 맞고 요절하였다. 그의 죽음은 6월 항쟁과 6 · 29 선언의 도화선이 되었다.

## 생애

### 어린 시절
이한열은 1966년 8월 29일 전라남도 화순군 능주면 남정리에서 이병섭(1932년~1995년 10월 20일)과 배은심(1940년 1월 17일~2022년 1월 9일)의 2남 3녀 중 넷째 겸 장남으로 태어났다. 형제관계는 누나 3명과 남동생 이훈열(강원대학교 자연과학대학 지구물리학전공 교수)이다.
어린 시절의 대부분을 전남 화순군에서 지냈으며, 광주로 유학하여 광주 동산초등학교와 광주동성중학교를 나왔다. 중학교 2학년 재학 중에 벌어진 1980년의 5·18 광주 민주화 운동을 보고 학생운동에 투신을 결심하게 된다. 그뒤 광주진흥고등학교를 졸업하였으나 대입 시험에서 낙방하였다. 그뒤 1년간 종로학원에서 재수 후, 1986년 연세학대학교 입학.
학교 경영학과에 입학하였다. 동아리 '만화사랑'에서 활동하였다.

### 민주화 운동 중 최루탄 피격
1987년 6월 9일, 다음날(6월 10일) 열릴 예정이었던 '고문살인 은폐 규탄 및 호헌 철폐 국민대회'를 앞두고 연세대에서 열린 '6·10대회 출정을 위한 연세인 결의대회' 후의 시위 도중 계엄군 
계엄군이 쏜 최루탄에 뒷머리를 맞아 한 달 동안 사경을 헤매다가 7월 5일 만 20세의 나이에 요절했다. 
당시 이한열이 머리에 최루탄을 맞고, 같은 대학 학생(도서관학과) 이종창에 의해 부축당한 채 피를 흘리는 사진을 당시 로이터 사진기자였던 정태원이 촬영하였고, 중앙일보, 뉴욕 타임스 1면 머릿기사에 실리기도 하면서 전두환 독재정권의 폭압적인 무력진압의 잔인성을 여실히 드러냈다. 이한열은 항상 평화를 사랑하였고, 전두환 정권을 타도하는 민주화운동에 항상 참여했다. 이한열이 시위에 참여할 때마다 하던말이 "최루탄 연기로 가득찬 저 하늘로 날아오르고 싶어요"였는데 그는 정말로 하늘 위로 날아올랐다. 또, "제 이름 중 열 (烈)이 더울 열 자, 매울 열 자인데 저랑 최루탄은 때려 해도 땔수 없는 존재인가 봐요"라는 말을 했다는데 정말로 최루탄과 함께 이 세상을 날았다.

### 장례
1987년 7월 9일에 그의 장례식은 '민주국민장'(民主國民葬)이라는 이름으로 장례식이 진행되었는데, 연세대학교 본관 → 신촌로터리 → 서울시청 앞 → 경복궁 광화문 앞 → 광주 5·18 묘역 순으로 이동하면서 진행되었다. 당시 추모 인파는 서울 100만 명, 광주 50만 명 등 전국적으로 총 160만 명이었다고 한다.
대낮에 길거리에서 한 청년이 죽음에 이르게 되었다는 점에서, 박종철 고문치사 사건과 함께 전두환 정권의 잔인성에 대해 전 국민적인 분노를 이끌어 내었고 6월 항쟁이 걷잡을 수 없이 격해지는 계기가 되었다.
당시 연세대학교 정문 건너편의 경의선 선로 굴다리에서 우상호 당시 총학생회장과 우현이 이한열의 영정을 들고 시위하는 모습이 사진으로 남아 있다.

### 사후
이후 고조된 학생운동의 분위기는 6.10 항쟁과 사실상 군사정권의 항복 선언인 6.29 선언을 이끌어내게 되었다. 한편, 29주년이 되는 2016년 6월 9일에는 추모하는 동판이 연세대학교 정문에 설치되었다.
1992년 2월 29일에는 연세대학교에서 명예 학사 학위가 추서되었다.

## 사망 관련 검찰 수사
검찰은 부장검사 1명을 포함한 검사 3명으로 수사반을 편성하여 사체 부검 현장을 검증하고 고발인, 경찰관 관련자, 진료 관계자, 국립과학수사연구소 관계자 등을 소환조사하였다.
수사 과정을 거쳐 검찰은 최루탄 사고 당시 SY44탄을 발사한 전경이 「최루탄 취급 요령」이라는 경찰교범에 나오는 안전 사각 35~45도를 어기고 발사각도를 낮춰 쏨으로서 이한열을 사망케 했다는 사실을 밝혀냈다.
그러나 현장 지휘를 맡았던 서장, 중대장, 소대장 등 경찰 간부들에 대해서는 직무유기의 증거를 찾아볼 수 없다며 무혐의로 불기소 처분하였다.
총류탄을 발사해 이한열을 사망에 이르게 한 당사자는 특정하지 못하였고, 서울지방검찰청은 1987년 8월 3일 불상의 전경대원을 살인 죄로 기소중지 처분하였다.

## 가족관계
- 아버지 : 이병섭
- 어머니 : 배은심
- 형제 : 2남 3녀

## 같이 보기
| - 제5공화국 - 전두환 - 6월 항쟁 - 민족 해방 - 박종철 - 김세진 - 조국통일상 - 6.29 선언 | - 부산 미국문화원 방화사건 - 동의대 사건 - 호헌철폐 - 노무현 - 강경대 - 김상진 할복 사건 - 임수경 - 전태일 - 1987년 - 1987 (영화) |